# Zamek Spyker
Zamek Spyker (niem. Schloss Spyker) – zamek w gminie Glowe w niemieckim kraju związkowym Meklemburgia-Pomorze Przednie na Rugii na terenie Pomorza Zachodniego.
Zamek, pierwotnie otoczony fosą, powstał w XVII wieku z inicjatywy Carla Gustafa Wrangla, szwedzkiego feldmarszałka i gubernatora Pomorza, który w 1649 roku otrzymał Spyker od królowej szwedzkiej Krystyny Wazy. Przebudowano wówczas XVI-wieczny renesansowy dwór należący poprzednio do rodziny von Jasmund, nadając budowli formę zbliżoną do obecnej.
Po śmierci Wrangla w 1676 roku zamek przeszedł w ręce jego córki, a następnie rodziny von Brahe. W latach 1806–1807, po zajęciu Rugii przez wojska napoleońskie, był siedzibą francuskiego gubernatora wyspy. W 1817 roku, po włączeniu Rugii do Prus (nastąpiło to w 1815 roku), stał się własnością książąt von Putbus i pozostawał w ich rękach do 1945 roku.
W latach 1964–1989 zamek należał do związków zawodowych i służył jako dom wypoczynkowy. W 1990 roku zakupiła go osoba prywatna i przekształciła w hotel; w 1995 roku budowla została odrestaurowana według historycznych wzorów.